# Бобрик (притока Припјата)
Бобрик (блр. Бобрык; рус. Бобрик) белоруска је река и лева притока реке Припјат (део басена реке Дњепар).
Извире у мочварном крају код села Сукач у Ганцавичком рејону Брестске области. Тече преко Припјатског Полесја на територијама Пинског и Луњинечког рејона и улива се у реку Припјат на око 15 km јужно од града Луњинеца.
Укупна дужина тока Бобрика је 109 km, а површина сливног подручја 1.902 km². Просечан проток воде у зони ушћа на годишњем нивоу је 7,6 m³/s. Ширина реке је од око 3 метра у зони ушћа до између 40 и 50 метара у зони ушћа. Обална равница је доста широка и ниска, са ширинама и до 1.000 метара у доњем делу тока. 
Готово цео водоток Бобрика је канализован, а део њене воде је путем канала спроведен у вештачко језеро Пагост.